# Скоростная радиотелеграфия
Скоростная радиотелеграфия (СРТ) —  дисциплина радиоспорта. Номер-код спортивной дисциплины во Всероссийском реестре видов спорта — 1450051811Я. В основе — приём и передача сообщений кодом Морзе. Включает следующие виды программы:
- приём на слух несмысловых буквенных, цифровых и смешанных текстов (три вида программы),
- передача с использованием телеграфного ключа несмысловых буквенных, цифровых и смешанных текстов (три вида программы),

а также компьютерные упражнения:
- приём позывных с компьютера (приём на слух последовательности буквенно-цифровых сочетаний, имитирующих радиолюбительские позывные сигналы опознавания, передаваемых специализированным программным обеспечением "RUFZ XP"),
- "КВ-тест" с компьютерного имитатора (проведение двухсторонних радиосвязей с использованием компьютера и специализированного программного обеспечения "PED").

Включение в программу спортивных соревнований тех или иных упражнений определяется Регламентом спортивных соревнований.

## О скоростной радиотелеграфии

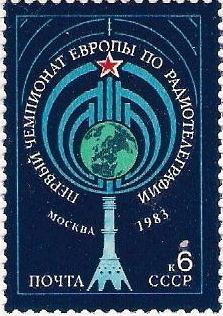
Останкинская телебашня. Первый чемпионат Европы по радиотелеграфии, Москва, 1983. Марка СССР, 1983.

Скоростная радиотелеграфия зародилась из конкурсов мастерства радиотелеграфистов. В наше время существует множество самых различных видов связи — от Интернета до мобильных телефонов. Между тем, в недалеком прошлом связь в море, с геологическими и полярными экспедициями, в армии и т. п. осуществлялась телеграфом — с использованием азбуки Морзе.
Неудивительно, что способность быстро передавать морзянку ключом и принимать её на слух высоко ценилась.
На соревнованиях по скоростной радиотелеграфии спортсмен должен в течение минуты принимать текст заданной скорости с записью рукой или на пишущей машинке. Затем скорость увеличивается на 10 знаков в минуту. Скорость засчитывается, если спортсмен допустил не более пяти ошибок. Сколько очков получает спортсмен, зависит от того, какая наивысшая скорость засчитана. Всего разрешается сдать три разных скорости.
Передавать можно на обычном ключе или специальном — электронном. У электронного ключа три положения. Середина — выключено. Вправо — передаются серии точек, влево — серии — тире, или наоборот. Спортсмен манипулирует ключом вправо-влево и электроника ключа формирует необходимые знаки азбуки Морзе. Передавать на электронном ключе можно значительно быстрее, чем на простом. Поэтому за работу на простом ключе набранные очки умножают на коэффициент 1,3.
Судьи слушают передачу спортсмена в собственных головных телефонах, сверяют передаваемое с текстом радиограммы, выявляют ошибки, оценивают качество передачи. Высшая оценка — коэффициент 1.0, низшая — ноль. Очки начисляются умножением показанной скорости на среднюю оценку, выставленную судьями.
Соревнования по скоростной радиотелеграфии включают также упражнения по скоростному приёму радиолюбительских позывных на компьютере с использованием специализированного программного обеспечения. Эти упражнения были введены в программу соревнований по скоростной радиотелеграфии в конце 90-х годов для привлечения радиолюбителей-коротковолновиков. Таких упражнений два. Одно из них — «Rufz», где спортсмен принимает 50 позывных подряд, при этом если позывной принят верно, то скорость увеличивается, а если нет, то уменьшается. Второе — «MorseRunner» является имитацией коротковолнового теста длительностью 10 минут. В этих упражнениях наивысший результат равен 100 очкам, а менее удачные результаты оцениваются в процентном соотношении.

## Видео
- Радиоклуб "Импульс", г. Пенза. Лидер российской сборной Эльвира Арюткина (UA4FJ) рассказывает о скоростной радиотелеграфии
- г. Могилёв, Беларусь. Обладатель мирового рекорда Андрей Биндасов (EU7KI) об успехах белорусской сборной команды по СРТ